# Phaonia asierrans
Phaonia asierrans är en tvåvingeart som beskrevs av Zinovjev 1981. Phaonia asierrans ingår i släktet Phaonia och familjen husflugor. Inga underarter finns listade i Catalogue of Life.